# Ulkonokanhietikko
Ulkonokanhietikko är ett sandområde i Finland. Det ligger i Siikajoki i landskapet Norra Österbotten, i den centrala delen av landet, 500 km norr om huvudstaden Helsingfors.